# Karen Furneaux
Karen Furneaux, född den 23 december 1976 i Halifax, Kanada, är en kanadensisk kanotist.
Hon tog bland annat VM-guld i K-2 200 meter i samband med sprintvärldsmästerskapen i kanotsport 1998 i Szeged.